# 1980년 전미 비평가 협회상
제15회 전미 비평가 협회상은 1980년 최고의 영화를 기리기 위해 1981년 1월에 열린 시상식이다.

## 수상 및 후보

### 작품상
- 멜빈과 하워드 수상

### 감독상
- 분노의 주먹 - 마틴 스코세이지 수상

### 여우주연상
- 광부의 딸 - 씨씨 스페이식 수상

### 남우주연상
- 스턴트 맨 - 피터 오툴 수상

### 여우조연상
- 멜빈과 하워드 - 메리 스틴버겐 수상

### 남우조연상
- 분노의 주먹 - 조 페시 수상

### 각본상
- 멜빈과 하워드 - 보 골드먼 수상

### 촬영상
- 분노의 주먹 - 마이클 챔프먼 수상